# Pierre Seillant
Pierre Seillant, né le 27 février 1941 à Orthez (Pyrénées-Atlantiques), est un dirigeant français de basket-ball, longtemps à la tête de l'Élan béarnais.

## Biographie
L’Élan béarnais est fondé en 1908. Le père de Pierre Seillant, Jules Seillant, est à l’initiative de la création de la section basket-ball en 1931. En 1965, Pierre Seillant en devient le dirigeant à l’âge de 26 ans, puis le président en 1972 jusqu'en 2008.
Il est marié, a deux enfants et une petite fille, et a exercé l'activité d'agent général d'assurances AGF à Pau et à Orthez.  
Pierre Seillant est unanimement reconnu comme le président emblématique de l'Élan béarnais.
Ainsi, le parquet du palais des sports de Pau porte désormais son nom depuis le 11 avril 2022, et un Classique emporté face à l'éternel rival, le CSP Limoges,.

## Clubs successifs
- Orthez devenu Pau-Orthez (1967-2008)

Il a vécu son dernier match en tant que président le 14 mai 2008 lors du match à Roanne.

## Palmarès de président
- Champion de France : (9) 1986, 1987, 1992, 1996, 1998, 1999, 2001, 2003, 2004
- Coupe de France : (3) 2002, 2003, 2007
- Semaine des As : (1) 2003
- Coupe Korać : 1984
- Médaillé d'or de la FFBB en 1984.
- Meilleur dirigeant sportif français en 1988.
- Médaillé d'or de la Jeunesse et des Sports.
- Légion d'honneur en 1993 puis promu Officier de la Légion d'honneur en 2009[6].
- Vice-président de la Ligue nationale de basket-ball.
- Il a reçu une place parmi les 12 dirigeants qui ont marqué les 50 ans des compétitions européennes, prix décerné par la FIBA et l’ULEB.

En hommage à son investissement pour le développement et le maintien au très haut niveau du basket-ball béarnais, une salle porte son nom à Orthez.